# Bert Claerhout
Bert Claerhout (Oostende, 23 juni 1950) is een voormalig Belgisch journalist en redacteur.

## Levensloop
Eind jaren 1960 ging hij sociologie studeren aan de KU Leuven. Na een aantal professionele omzwervingen kon hij aan de slag bij de cultuurredactie van De Standaard. Hij zou er ruim twintig jaar werken.  
In februari 2000 werd hij de eerste hoofdredacteur van het nieuwe christelijke opinieweekblad Tertio. In 2007 werd hij opgevolgd door redacteur Peter Vande Vyvere en ging enkele maanden meeleven bij de trappisten in het Marokkaanse Midelt (regio Meknès-Tafilalet). Hij schreef mee aan het boek De droom van Tibhirine (Lannoo, 2009) over de zeven vermoorde trappisten in Algerije, bekleedde een kaderfunctie in de liturgische uitgeverij Licap (Brussel) en werkte als journalist bij Braambos-tv.
In november 2009 volgde hij Toon Osaer op als hoofdredacteur van Kerk & Leven en opinieerde in die hoedanigheid ook op Kerknet.be.   Midden 2015 ging hij op pensioen en werd opgevolgd door Luk Vanmaercke. Claerhout was vaste columnist en redacteur van het monastieke tijdschrift De Kovel.
Bij zijn spirituele zoektocht speelden christelijke schrijvers als Fjodor Dostojevski en Shusaku Endo, Franse theologen als Yves Congar, Marcel Légaut en Jacques Ellul en middeleeuwse denkers als Isaak van Nineve en Bernardus van Clairvaux een belangrijke rol. Claerhouts gedachtegoed sluit aan bij het neo-modernisme en noemt zich schatplichtig aan veel ideeën van Edward Schillebeeckx.

## Privé
Bert Claerhout is de vader van gewezen CD&V-politica Sarah Claerhout.
- International Standard Name Identifier: 0000 0000 3433 6064
- Library of Congress Control Number: n2001094288
- Nederlandse Thesaurus van Auteursnamen: 191155373
- Virtual International Authority File: 70739893
- WorldCat: E39PBJc7VvMYcXwMf6Y7Gbf6rq